# No More Leaks
«No More Leaks» es el cuarto EP del rapero británico Central Cee. Fue lanzado el 14 de octubre de 2022 sin anuncio previo. Fue precedido por su sencillo principal «One Up», que fue lanzado el día anterior. El EP fue lanzado después de que se filtraran canciones del proyecto.

## Listado de canciones
| lista de No More Leaks |                 |               |          |  |
| N.º                    | Título          | Productor(es) | Duración |  |
| 1.                     | «Chapters»      | Milksh4kevf   | 1:54     |  |
| 2.                     | «Bumpy Johnson» | Young Chencs  | 2:41     |  |
| 3.                     | «One Up»        | Lekaa Beats   | 2:40     |  |
| 4.                     | «Crypto Price»  | Young Chencs  | 2:58     |  |
| 10:14                  |                 |               |          |  |